# Estádio Jornalista Felipe Drummond
O Estádio Jornalista Felippe Drummond, mais conhecido como Mineirinho, é um ginásio poliesportivo localizado em Belo Horizonte. Inaugurado em 1980, tem capacidade para 25 mil pessoas e recebeu diversos shows e eventos esportivos, tendo sido local de recordes de público em voleibol, artes marciais mistas e futsal. Era administrado pela ADEMG - Administração dos Estádios de Minas Gerais, substituído em seguida por Secretaria de Estado de Turismo e Esportes – SETES. Anexo ao ginásio está o campo da Federação Mineira de Arco e Flecha.

## História
Em 1971, o governador Rondon Pacheco decidiu construir na Pampulha um ginásio poliesportivo próximo do Estádio do Mineirão e do Centro Esportivo Universitário da Universidade Federal de Minas Gerais. Então chamado Palácio dos Esportes, o projeto foi desenhado  pela equipe técnica de engenheiros da Administração de Estádios do Estado de Minas Gerais, e em outubro de 1972 a UFMG assinou convênio para que a Ademg utilizasse uma área de 93.000 m² pertencente à Universidade para construir o ginásio. A construção teve início nos fins de 1973, com a previsão de custo aproximado em 300 milhões de cruzeiros. No entanto, iniciado os trabalhos de fundação e observada pequena diferença no recalque diferencial, novos estudos tiveram que ser feitos e o custo da obra teve alteração profunda. Em princípio de 1976 houve uma paralisação parcial por problemas de ordem técnica, quando já havia sido gasta a importância de 50 milhões e ainda não tinha sido concluída a fundação. Reiniciada a construção em 1977, após o governador Aureliano Chaves ter determinado novos estudos para que a obra pudesse ser executada sem maiores exigências. O Mineirinho foi inaugurado em 1980, com o nome do jornalista Felipe Henriot Drumond, pelo governador Francelino Pereira.

## Eventos
Todas as quintas e domingos é realizada uma feira de artesanatos na área externa do ginásio. A feirinha do Mineirinho, como é conhecida, virou um marco postal por atender a várias classes sociais e a diferentes taxas de idades.
No dia 8 de Agosto de 1999 foi batido recorde de público mundial da história do Futsal: 26.657 pagantes, no jogo Atlético 5 x 4 Rio de Janeiro. Em 2012, o Mineirinho conseguiu o maior público da UFC no Brasil, com 16.643 pagantes para o UFC 147.
Na lista de shows do Mineirinho destacam-se atrações internacionais como Kiss, Rihanna, RBD, Green Day, Guns N' Roses, Iron Maiden, e Scorpions.
Durante a Copa do Mundo FIFA de 2014, o Mineirinho foi o centro de imprensa. Para garantir melhor trânsito entre o ginásio e o estádio do Mineirão, foi construída uma passarela suspensa sobre a Avenida Abrahão Caram.

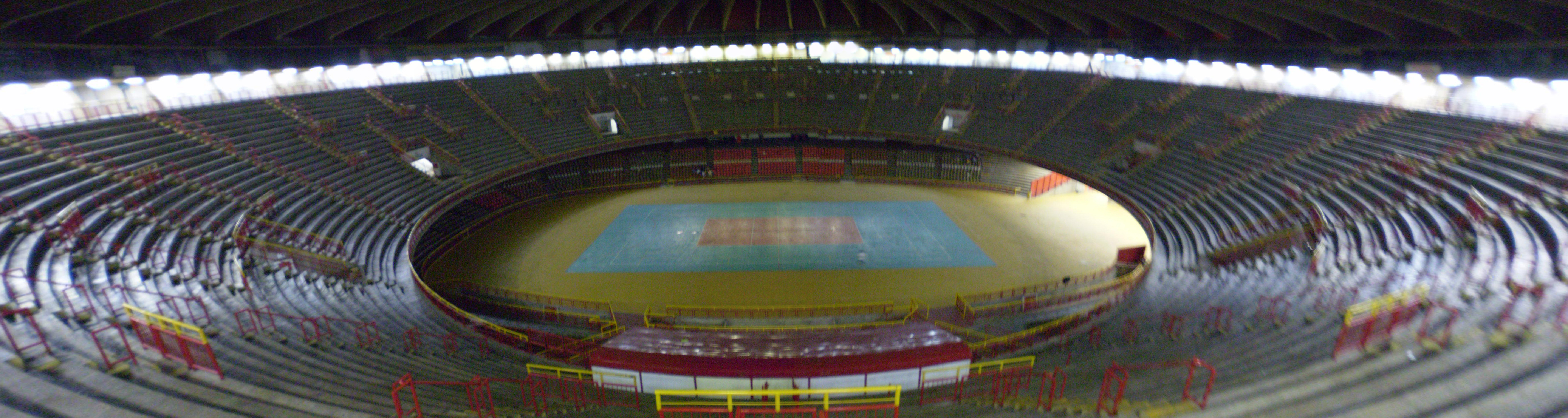
Panorâmica da arquibancada do Mineirinho.

## Lista de alguns shows e eventos realizados no mineirinho

### Shows
- Rita Lee - Turnê O Circo (Primeiro Semestre de 1983)
- Titãs - Em 17/01/1986 e 17/02/1990
- Legião Urbana - Em 25/06/1988 e 09/06/1990
- Amigos - 3a edição no ano de 1997
- Xuxa - Vários
- Roberto Carlos - Vários (totalizando 8 shows)
- Sandy & Junior - Vários (totalizando 4 shows)
- Belo - Vários
- Green Day - Nimrod Tour [Novembro/1998]
- André Valadão Gravação dos seguintes CDs e DVDs: Mais que Abundante [2004], Milagres [2005] e Alegria [2006]
- RBD - Tour Generación RBD [Setembro/2006]
- Diante do Trono - Gravação do CD e DVD "Com Intensidade" comemorativos aos 10 anos do Grupo [Abril/2007]
- Nívea Soares - Gravação do CD e DVD "Rio" [Abril/2007]
- RBD - Empezar Desde Cero Tour 2008 [Maio/2008]
- Scorpions - Humanity Tour [Outubro/2008]
- Iron Maiden - Somewhere Back In Time World Tour [Março/2009]
- Sorriso Maroto [Julho/2008]
- Irmão Lázaro [Março/2009]
- Kilimanjaro & os Irmãos Ganso - ENEA-BH [Julho/2009]
- Guns N' Roses - Chinese Democracy World Tour [Março/2010]
- 50 Cent [Julho/2010]
- Ne-Yo [Agosto/2010]
- Ozzy Osbourne [Abril/2011]
- Jack Johnson [Maio/2011]
- Rihanna [Setembro/2011]
- Pop Rock Brasil - 6 edições (1983-1988 e 1993-1994)

### Eventos
- Aniversário BH FM 2008
- High School Musical - The ice tour Julho/2008
- Disney Princesas On Ice Setembro/2008
- Holiday On Ice -  Várias temporadas
- Congresso de Louvor e Adoração Diante do Trono - Vários
- Congresso de Distrito das Testemunhas de Jeová - Vários
- Jogos da seleção de vôlei - vários, incluindo Mundial Feminino de 1994, e diversas edições da Liga Mundial de Voleibol
- Criança Esperança, edição de 2002
- Encontro Nacional de Estudantes de Arquitetura - julho de 2009
- UFC 147 - junho de 2012
- UFC Fight Night: Teixeira vs. Bader - setembro de 2013[10]
- Mundial de Super Enduro - janeiro de 2014[11]
- Campeonato Mundial de Clubes de Voleibol Masculino de 2014 - maio de 2014
- Culto da Virada da Igreja Batista da Lagoinha - todo dia 31 de dezembro
- ESL One: Belo Horizonte 2018 - maio de 2018
- 45º Congresso Nacional da UBES - junho de 2024

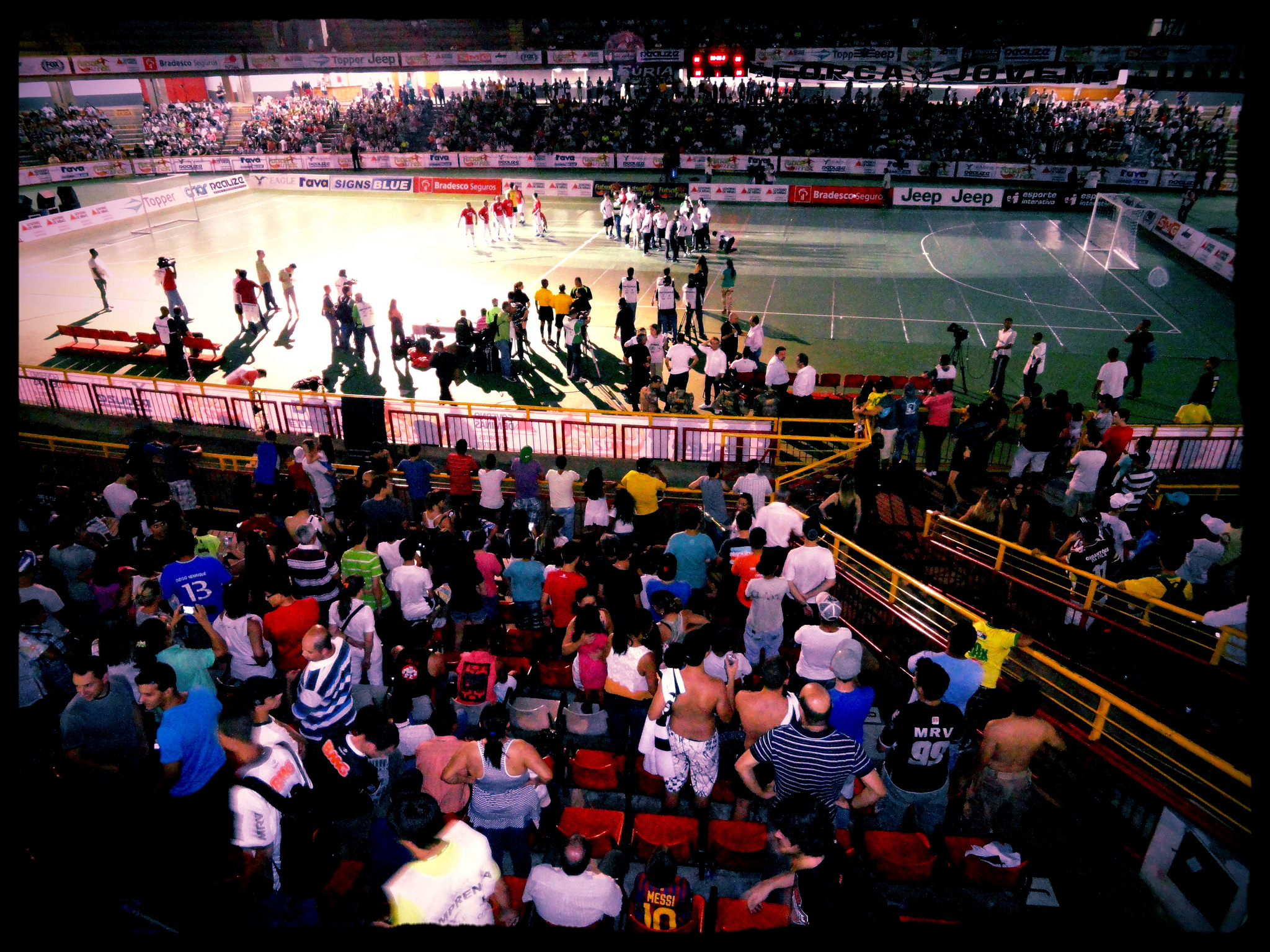
Futsal Fest 2012.

## Maiores públicos

### Shows
- 1°- RBD - Tour Generación 2006 - Tour Brasil - 27.800 pessoas
- 2° - Amigos - Especial da Rede Globo 1997 - 27.000 pessoas
- 3º - Rihanna - The Loud Tour 2011 – 21.400 pessoas
- 4º - Guns N' Roses - Chinese Democracy World Tour 2011 - 21.200 pessoas
- 5° - Iron Maiden - Somewhere Back In Time Tour 2009 - 21.100 pessoas
- 6º - Roberto Carlos - 20.500 pessoas
- 7º - Ozzy Osbourne - Scream World Tour - 18.500 pessoas
- 8º - Pop Rock Brasil 1991 - 15.001 pessoas
- 9º - Xuxa - Turnê Festa - 15.000 pessoas

### Jogos e eventos
- 1° - Liga Nacional de Futsal 1999 - Atlético Mineiro Bicampeão - 26657[12]
- 2° - Liga Mundial Masculina Voleibol 1995 (Brasil x Itália) \ Mundial Feminino Voleibol 1994 (Brasil x China) - 26500 [13]
- 3º - Liga Mundial de Voleibol de 2008 - 25.000 pessoas
- 4º - Final Superliga Feminina 2002 (Minas-Osasco)[13]- 23.000 pessoas
- 4º - Holiday On Ice 2008 (4 dias de espetaculos) \ Final Superliga Masculina 2002 (Minas-Banespa)[13]- 21.000 pessoas
- 5º - Final Superliga Masculina 2011 (Cruzeiro-SESI)[13] - 18.000 pessoas
- 6º - UFC 147 2012 - 16.643 [7]
- 7º - Luta de Adílson Maguila x Samy Scaff em 1988 - 15.000[13]
- 8º - Liga Mundial 2011 - 14.800 [14]
- 9º - High School Musical On Ice Tour 2008 (5 dias de espetaculos) - 10.000
- 10º - Disney Princesas On Ice 2008 (4 dias de espetaculos) - 9.000 pessoas